# 穠姫
穠姫（じょうひめ、寛政4年（1792年） - 文政3年（1820年））は、阿波徳島藩第12代藩主・蜂須賀斉昌の正室。またの名は文姫。父は近江彦根藩第13代藩主・井伊直中。母は正室で南部利正の娘・親光院。
兄弟には井伊直清、井伊直亮、井伊中顕、中川久教、内藤政成、松平勝権、新野親良、井伊直元、横地義之、内藤政優、井伊直弼、内藤政義などがいる。徳島藩第11代藩主・蜂須賀治昭の正室・俊姫は伯母にあたる。

## 生涯
近江彦根藩主・井伊直中と正室・親光院（親姫）の長女として生まれる。後に阿波徳島藩主・蜂須賀斉昌に嫁ぐ。
文政3年（1820年）、没する。墓所は徳島県徳島市の万年山墓所に埋葬される。また、夫である斉昌は、文政4年（1821年）に 鷹司政熙の娘・ 鷹司并子を継室に迎えた。